# 矢飼督之
矢飼 督之（やがい よしゆき、1909年6月27日 - 1974年6月26日）は、島根県出身の会社社長、元ラグビーユニオン選手。日本代表・キャップは1。

## 来歴
慶應義塾普通部を経て慶應義塾大学に進学。同大学ではラグビー部で活動し、日本代表として初のキャップ対象試合となった、1930年9月24日にカナダ、バンクーバーで行われたブリティッシュコロンビア州代表戦にプロップ(PR)のポジションで出場した。
日本代表選手のキャップ認定第一号選手として活躍後、昭和石油専務、日本精蠟社長等を歴任した。

## 関連人物
- 柯子彰
- 岩下秀三郎
- 太田義一
- 松原健一
- 三島実
- 永山時雄
- 児玉誉士夫